# Nerea Barros
Nerea Barros (Santiago de Compostela, 12 de maio de 1981) é uma atriz e enfermeira espanhola.

## Biografia
Nerea Barros iniciou sua carreira no cinema aos dezesseis anos, em 1997, com sua participação no filme Nena do diretor galego Xavier Bermúdez, com o qual voltou a colaborar em 2008, com o filme Rafael. No entanto, foi devido a sua participação na série El tiempo entre costuras, adaptação da novela de María Dueñas feita pelo canal Antena 3, que ganhou certa popularidade.
Em 2014, estrelou no filme La isla mínima, onde interpretou a personagem Rocío. Seu papel recebeu o Prêmio Goya de melhor atriz revelação.

## Filmografia

### Filmes
| Ano  | Nome                | Personagem | Diretor             |
| ---- | ------------------- | ---------- | ------------------- |
| 1997 | Nena                | Eli        | Xavier Bermúdez     |
| 2001 | Bellas durmientes   | Jane       | Eloy Lozano         |
| 2008 | Rafael              | Aurora     | Xavier Bermúdez     |
| 2010 | Volver a casa       | Sofía      | Breogán Riveiro     |
| 2013 | O ouro do tempo     |            | Xavier Bermúdez     |
| 2014 | La isla mínima      | Rocío      | Alberto Rodríguez   |
| 2016 | Sol y Luna          | Sol        | José Enrique Pintor |
| 2017 | A estación violenta | Claudia    | Anxos Fazáns        |

### Televisão
| Ano         | Série                      | Personagem            | Canal                 |
| ----------- | -------------------------- | --------------------- | --------------------- |
| 2009 - 2010 | Matalobos                  | Sandra                | Televisión de Galicia |
| 2013        | El secreto de Puente Viejo | Eudosia               | Antena 3              |
| 2013        | El tiempo entre costuras   | Beatriz Oliveira      | Antena 3              |
| 2015        | Hospital Real              | Rebeca Álvarez Castro | Televisión de Galicia |
| 2015 - 2016 | El Príncipe                | Laura Hidalgo         | Telecinco             |
| 2016        | Apaches                    | Silvia                | Antena 3              |

## Prêmios
Prêmios Goya
| Categoria                            | Filme          | Resultado |
| ------------------------------------ | -------------- | --------- |
| Goya Award de Melhor Atriz Revelação | La isla mínima | Ganhadora |